# Jorge Vázquez
Jorge Vázquez (Lomas de Zamora, Província de Buenos Aires, 13 de março de 1950) é um clérigo católico romano argentino e bispo emérito de Morón.

## Biografia
Jorge Vázquez concluiu seus estudos secundários no Seminário Maior de La Plata. Em seguida, ingressou no Seminário de Santa Cruz, em Lomas de Zamora. Obteve o título de Professor Catedrático de Filosofia no Instituto Presbítero Antonio Sáenz e o de Bacharel em Teologia na Pontifícia Universidade Católica da Argentina. Na mesma universidade, obteve a Licenciatura em Teologia Dogmática com ênfase em Espiritualidade.
Foirdenado sacerdote em 31 de março de 1983 para a diocese de Lomas de Zamora, por Dom Desiderio Elso Collino. Posteriormente ocupou os seguintes cargos: Pároco da Paróquia Cristo Redentor de Villa Jardín (1985-1994), da Imaculada Conceição de Monte Grande (1994-2003) e da Catedral de N.S. de la Paz, de Lomas de Zamora (2003-2009); Reitor do Seminário Diocesano de Santa Cruz (2009-2010); Vigário de Área, Membro do Conselho Presbiteral e do Colégio de Consultores, Chanceler, Representante Diocesano da Caritas e da Pastoral Social, Conselheiro do Círculo de Trabalhadores Católicos. Desde 2009, era Vigário Geral da Diocese de Lomas de Zamora.
Em 3 de dezembro de 2013, o Papa Francisco o nomeou Bispo Titular de Castra Nova e Bispo Auxiliar de Lomas de Zamora. O Bispo de Lomas de Zamora, Jorge Rubén Lugones, SJ, deu-lhe a consagração episcopal em 29 de dezembro do mesmo ano, no Colégio Santa Inês, Turdera. Os co-consagradores foram o Arcebispo de Santa Fé de la Vera Cruz, José María Arancedo, e o Bispo de Rafaela, Luis Alberto Fernández.
O Papa Francisco o nomeou Bispo Coadjutor de Morón em 3 de fevereiro de 2017. Com a aposentadoria de Luis Guillermo Eichhorn em 30 de junho de 2017, ele o sucedeu como Bispo de Morón.
Em 28 de maio de 2025, o Papa Leão XIV aceitou sua renúncia por idade.